# Wladigerow-Passage
Die Wladigerow-Passage (bulgarisch Владигеров проток Wladigerow protok) ist eine in südwest-nordöstlicher Ausrichtung 5,8 km lange und 1,05 km breite Meerenge im Archipel der Biscoe-Inseln vor der Westküste der Antarktischen Halbinsel. Sie verläuft zwischen der Lavoisier-Insel im Osten und Krogh Island im Westen. In ihrer engsten Stelle liegt eine nach der Meerenge benannte, 420 m lange und 150 m breite Insel. Freigelegt wurde die Passage durch den Rückzug der Eismassen der Lavoisier-Insel zu Beginn des 21. Jahrhunderts.
Britische Wissenschaftler kartierten sie 1976. Die bulgarische Kommission für Antarktische Geographische Namen benannte sie 2013 nach dem bulgarischen Komponisten Pantscho Wladigerow (1899–1978).